# Pagankarekiet
De pagankarekiet (Acrocephalus yamashinae) is een uitgestorven zangvogel uit de familie Acrocephalidae (rietzangers).

## Verspreiding en leefgebied
Deze soort was endemisch op Pagan, een eiland van de noordelijke Marianen.